# EdX
edX e съвместно обединение между Масачузетския технологичен институт и Харвардския университет, което ще предлага безплатно онлайн курсове на по-широк спектър от дисциплини от техните университетски курсови програми.
И 2-те висши училища са участвали с 30 милиона долара в този проект. Откриването с първото пускане на курсове се очаква да се осъществи през есента на 2012 г. чрез използването на подобната софтуерна платформа MITx. Съществуват планове към софтуерната платформа да бъдат прибавени, освен безплатни курсови материали, книги и видео, също и функции, предлагащи взаимодействие и интерактивност по времето на обучение.